# هنری مک‌مستر
هنری مک‌مستر (انگلیسی: Henry Dargan McMaster؛ زادهٔ ۲۷ مهٔ ۱۹۴۷) یک سیاست‌مدار اهل ایالات متحده آمریکا است. وی عضو حزب جمهوری‌خواه است و از سال ۲۰۱۷ سمت فرمانداری ایالت کارولینای جنوبی (۱۱۷مین) را برعهده دارد.